# قناة العراقية التربوية
قناة العراقية التربوية هي قناة حكومية رسمية تابعة للحكومة العراقية تقوم وزارة التربية والتعليم العراقية بالإشراف عليها وتقوم القناة بعرض وشرح كافة المناهج التربوية العراقية وتبث على قمر نايل سات وعلى قمر عرب سات.

## تاريخ القناة
انطلق بثها الأول في مايو 2003، وكان الهدف منها هو المساعدة على تحصيل الطلاب لدروسهم، فهي قناة حكومية تعليمية متخصصة
في عام 2012 أتاحت وزارة التربية العراقية قناة العراقية التربوية على اليوتيوب، وذلك حتى يتمكن الطلاب والطالبات مشاهدة الشروحات التفصيلية للدروس مرات عديدة وفي أي وقت.
زاد الاهتمام بالقناة في ظروف جائحة كورونا عام 2020، وتم تطوير القناة لتكون قادرة على القيام بدورها كمنصة تعليمية تخدم ملايين الطلاب والطالبات.